# 자크 베르탱
자크 베르탱(프랑스어: Jacques Bertin, 1928년 7월 27일 ~ 2010년 5월 3일)은 프랑스의 지도학자이자 이론가이며, 1967년 출간된 그래픽 기호학(Semiologie Graphique, Semiology of Graphics)으로 알려져 있다. 이 기념비적인 작업은 지도학자이자 지리학자로서의 그의 경험에 기초하였으며, 정보 시각화 분야에 이론적 근거를 처음으로 폭넓게 제시했다.

## 약력
자크 베르탱은 1918년에 이블린주 메종라피트에서 태어났다. 열 살 때 초등학교에서 지도 제작 최우수상을 받았다.
자크 베르탱은 과학적인 지도, 논문, 지도 만들기에 대한 글, 기호학, 그래픽 정보 분야, 그래픽 처리에 대해 수많은 내용을 발표했다.

## 지은 책
1967. Sémiologie Graphique. Les diagrammes, les réseaux, les cartes. With Marc Barbut [et al.]. Paris : Gauthier-Villars. (번역 1983. Semiology of Graphics by William J. Berg.)